# Porsgrunn/Skien
Porsgrunn/Skien este o localitate din comuna Skien și Porsgrunn și Bamble, provincia Telemark, Norvegia, cu o suprafață de 52,62 km² și o populație de 90.621 locuitori (2013).